# Liste der Sieger bei Golf-Major-Turnieren

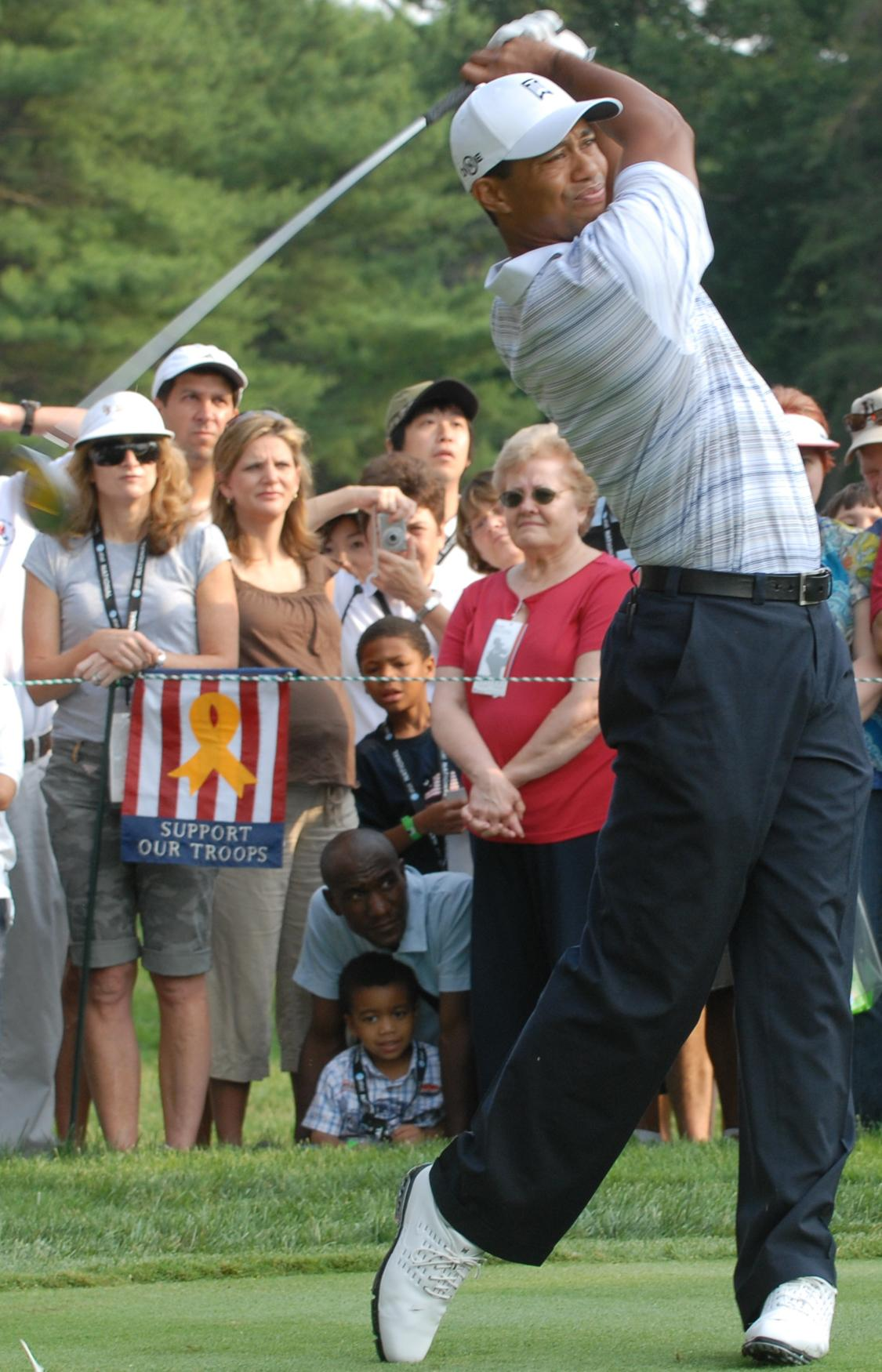
Tiger Woods – erfolgreichster aktiver Golfer

Die Liste der Sieger bei Golf-Major-Turnieren listet alle Sieger bei den vier Major-Turnieren im Golfsport seit 1860 auf. Gemäß aktueller Definition handelt es sich dabei um The Masters Tournament (US Masters), US Open, The Open Championship (British Open) und PGA Championship. Da früher andere Turniere als Majors galten, gibt es auch vereinzelte, von dieser Liste abweichende Aufstellungen. Ein historischer Abriss zur Entwicklung der Major-Definition findet sich im Artikel Grand Slam.
Im weiteren Teil werden 42 Golfer, die mindestens dreimal gewonnen haben, aufgelistet. 32 weitere Golfer haben zweimal und 121 Golfer haben einmal gewonnen. Der Zeitraum, in dem der Athlet gewonnen hat, die Gesamtanzahl der Siege und die Anzahl der Siege bei den einzelnen Turnieren werden angegeben. Jack Nicklaus aus den Vereinigten Staaten ist mit 18 Major-Siegen zwischen 1962 und 1986 der erfolgreichste Golfer. Tiger Woods ist mit seinen 15 Siegen seit 1997 der erfolgreichste aktive Golfer und der zweiterfolgreichste in der ewigen Rangliste. Sechs Golfern – Jack Nicklaus, Tiger Woods, Ben Hogan, Gary Player, Gene Sarazen und Rory McIlroy – gelang es bisher, bei jedem der vier Turniere zu gewinnen. Alle vier Turniere in einem Jahr zu gewinnen, den sogenannten Grand Slam, gelang noch keinem. Jedoch konnte Bobby Jones 1930 den Grand Slam nach der ursprünglichen Definition (The Open Championship, US Open, The Amateur Championship, US Amateur) gewinnen.
Anmerkung: Die Liste ist sortierbar: Durch Anklicken eines Spaltenkopfes wird die Liste nach dieser Spalte sortiert, zweimaliges Anklicken kehrt die Sortierung um.

## Wettbewerbe
| Jahr | The Masters Tournament (US-Masters) | US Open                        | The Open Championship (British Open) | PGA Championship               |
| ---- | ----------------------------------- | ------------------------------ | ------------------------------------ | ------------------------------ |
| 1860 | –                                   | –                              | Willie Park Sr. (1/4)                | –                              |
| 1861 | –                                   | –                              | Old Tom Morris (1/4)                 | –                              |
| 1862 | –                                   | –                              | Old Tom Morris (2/4)                 | –                              |
| 1863 | –                                   | –                              | Willie Park Sr. (2/4)                | –                              |
| 1864 | –                                   | –                              | Old Tom Morris (3/4)                 | –                              |
| 1865 | –                                   | –                              | Andrew Strath                        | –                              |
| 1866 | –                                   | –                              | Willie Park Sr. (3/4)                | –                              |
| 1867 | –                                   | –                              | Old Tom Morris (4/4)                 | –                              |
| 1868 | –                                   | –                              | Young Tom Morris (1/4)               | –                              |
| 1869 | –                                   | –                              | Young Tom Morris (2/4)               | –                              |
| 1870 | –                                   | –                              | Young Tom Morris (3/4)               | –                              |
| 1871 | –                                   | –                              | Ausgefallen                          | –                              |
| 1872 | –                                   | –                              | Young Tom Morris (4/4)               | –                              |
| 1873 | –                                   | –                              | Tom Kidd                             | –                              |
| 1874 | –                                   | –                              | Mungo Park                           | –                              |
| 1875 | –                                   | –                              | Willie Park Sr. (4/4)                | –                              |
| 1876 | –                                   | –                              | Bob Martin (1/2)                     | –                              |
| 1877 | –                                   | –                              | Jamie Anderson (1/3)                 | –                              |
| 1878 | –                                   | –                              | Jamie Anderson (2/3)                 | –                              |
| 1879 | –                                   | –                              | Jamie Anderson (3/3)                 | –                              |
| 1880 | –                                   | –                              | Bob Ferguson (1/3)                   | –                              |
| 1881 | –                                   | –                              | Bob Ferguson (2/3)                   | –                              |
| 1882 | –                                   | –                              | Bob Ferguson (3/3)                   | –                              |
| 1883 | –                                   | –                              | Willie Fernie                        | –                              |
| 1884 | –                                   | –                              | Jack Simpson                         | –                              |
| 1885 | –                                   | –                              | Bob Martin (2/2)                     | –                              |
| 1886 | –                                   | –                              | David Brown                          | –                              |
| 1887 | –                                   | –                              | Willie Park Jr. (1/2)                | –                              |
| 1888 | –                                   | –                              | Jack Burns                           | –                              |
| 1889 | –                                   | –                              | Willie Park Jr. (2/2)                | –                              |
| 1890 | –                                   | –                              | John Ball Jr                         | –                              |
| 1891 | –                                   | –                              | Hugh Kirkaldy                        | –                              |
| 1892 | –                                   | –                              | Harold Hilton (1/2)                  | –                              |
| 1893 | –                                   | –                              | Willie Auchterlonie                  | –                              |
| 1894 | –                                   | –                              | John Henry Taylor (1/5)              | –                              |
| 1895 | –                                   | Horace Rawlins                 | John Henry Taylor (2/5)              | –                              |
| 1896 | –                                   | James Foulis                   | Harry Vardon (1/7)                   | –                              |
| 1897 | –                                   | Joe Lloyd                      | Harold Hilton (2/2)                  | –                              |
| 1898 | –                                   | Fred Herd                      | Harry Vardon (2/7)                   | –                              |
| 1899 | –                                   | Willie Smith                   | Harry Vardon (3/7)                   | –                              |
| 1900 | –                                   | Harry Vardon (4/7)             | John Henry Taylor (3/5)              | –                              |
| 1901 | –                                   | Willie Anderson (1/4)          | James Braid (1/5)                    | –                              |
| 1902 | –                                   | Laurie Auchterlonie            | Sandy Herd                           | –                              |
| 1903 | –                                   | Willie Anderson (2/4)          | Harry Vardon (5/7)                   | –                              |
| 1904 | –                                   | Willie Anderson (3/4)          | Jack White                           | –                              |
| 1905 | –                                   | Willie Anderson (4/4)          | James Braid (2/5)                    | –                              |
| 1906 | –                                   | Alex Smith (1/2)               | James Braid (3/5)                    | –                              |
| 1907 | –                                   | Alec Ross                      | Arnaud Massy                         | –                              |
| 1908 | –                                   | Fred McLeod                    | James Braid (4/5)                    | –                              |
| 1909 | –                                   | George Sargent                 | John Henry Taylor (4/5)              | –                              |
| 1910 | –                                   | Alex Smith (2/2)               | James Braid (5/5)                    | –                              |
| 1911 | –                                   | John McDermott (1/2)           | Harry Vardon (6/7)                   | –                              |
| 1912 | –                                   | John McDermott (2/2)           | Ted Ray (1/2)                        | –                              |
| 1913 | –                                   | Francis Ouimet                 | John Henry Taylor (5/5)              | –                              |
| 1914 | –                                   | Walter Hagen (1/11)            | Harry Vardon (7/7)                   | –                              |
| 1915 | –                                   | Jerome Travers                 | Ausgefallen, Erster Weltkrieg        | –                              |
| 1916 | –                                   | Chick Evans                    | Ausgefallen, Erster Weltkrieg        | Jim Barnes (1/4)               |
| 1917 | –                                   | Ausgefallen, Erster Weltkrieg  | Ausgefallen, Erster Weltkrieg        | Ausgefallen, Erster Weltkrieg  |
| 1918 | –                                   | Ausgefallen, Erster Weltkrieg  | Ausgefallen, Erster Weltkrieg        | Ausgefallen, Erster Weltkrieg  |
| 1919 | –                                   | Walter Hagen (2/11)            | Ausgefallen, Erster Weltkrieg        | Jim Barnes (2/4)               |
| 1920 | –                                   | Ted Ray (2/2)                  | George Duncan                        | Jock Hutchison (1/2)           |
| 1921 | –                                   | Jim Barnes (3/4)               | Jock Hutchison (2/2)                 | Walter Hagen (3/11)            |
| 1922 | –                                   | Gene Sarazen (1/7)             | Walter Hagen (4/11)                  | Gene Sarazen (2/7)             |
| 1923 | –                                   | Bobby Jones (1/7)              | Arthur Havers                        | Gene Sarazen (3/7)             |
| 1924 | –                                   | Cyril Walker                   | Walter Hagen (5/11)                  | Walter Hagen (6/11)            |
| 1925 | –                                   | W. MacFarlane                  | Jim Barnes (4/4)                     | Walter Hagen (7/11)            |
| 1926 | –                                   | Bobby Jones (2/7)              | Bobby Jones (3/7)                    | Walter Hagen (8/11)            |
| 1927 | –                                   | Tommy Armour (1/3)             | Bobby Jones (4/7)                    | Walter Hagen (9/11)            |
| 1928 | –                                   | Johnny Farrell                 | Walter Hagen (10/11)                 | Leo Diegel (1/2)               |
| 1929 | –                                   | Bobby Jones (5/7)              | Walter Hagen (11/11)                 | Leo Diegel (2/2)               |
| 1930 | –                                   | Bobby Jones (6/7)              | Bobby Jones (7/7)                    | Tommy Armour (2/3)             |
| 1931 | –                                   | Billy Burke                    | Tommy Armour (3/3)                   | Tom Creavy                     |
| 1932 | –                                   | Gene Sarazen (4/7)             | Gene Sarazen (5/7)                   | Olin Dutra (1/2)               |
| 1933 | –                                   | Johnny Goodman                 | Densmore „Denny“ Shute (1/3)         | Gene Sarazen (6/7)             |
| 1934 | Horton Smith (1/2)                  | Olin Dutra (2/2)               | Henry Cotton (1/3)                   | Paul Runyan (1/2)              |
| 1935 | Gene Sarazen (7/7)                  | Sam Parks, Jr.                 | Alf Perry                            | Johnny Revolta                 |
| 1936 | Horton Smith (2/2)                  | Tony Manero                    | Alf Padgham                          | Densmore „Denny“ Shute (2/3)   |
| 1937 | Byron Nelson (1/5)                  | Ralph Guldahl (1/3)            | Henry Cotton (2/3)                   | Densmore „Denny“ Shute (3/3)   |
| 1938 | Henry Picard (1/2)                  | Ralph Guldahl (2/3)            | Reg Whitcombe                        | Paul Runyan (2/2)              |
| 1939 | Ralph Guldahl (3/3)                 | Byron Nelson (2/5)             | Richard Burton                       | Henry Picard (2/2)             |
| 1940 | Jimmy Demaret (1/3)                 | Lawson Little                  | Ausgefallen, Zweiter Weltkrieg       | Byron Nelson (3/5)             |
| 1941 | Craig Wood (1/2)                    | Craig Wood (2/2)               | Ausgefallen, Zweiter Weltkrieg       | Vic Ghezzi                     |
| 1942 | Byron Nelson (4/5)                  | Ausgefallen, Zweiter Weltkrieg | Ausgefallen, Zweiter Weltkrieg       | Sam Snead (1/7)                |
| 1943 | Ausgefallen, Zweiter Weltkrieg      | Ausgefallen, Zweiter Weltkrieg | Ausgefallen, Zweiter Weltkrieg       | Ausgefallen, Zweiter Weltkrieg |
| 1944 | Ausgefallen, Zweiter Weltkrieg      | Ausgefallen, Zweiter Weltkrieg | Ausgefallen, Zweiter Weltkrieg       | Bob Hamilton                   |
| 1945 | Ausgefallen, Zweiter Weltkrieg      | Ausgefallen, Zweiter Weltkrieg | Ausgefallen, Zweiter Weltkrieg       | Byron Nelson (5/5)             |
| 1946 | Herman Keiser                       | Lloyd Mangrum                  | Sam Snead (2/7)                      | Ben Hogan (1/9)                |
| 1947 | Jimmy Demaret (2/3)                 | Lew Worsham                    | Fred Daly                            | Jim Ferrier                    |
| 1948 | Claude Harmon                       | Ben Hogan (2/9)                | Henry Cotton (3/3)                   | Ben Hogan (3/9)                |
| 1949 | Sam Snead (3/7)                     | Cary Middlecoff (1/3)          | Bobby Locke (1/4)                    | Sam Snead (4/7)                |
| 1950 | Jimmy Demaret (3/3)                 | Ben Hogan (4/9)                | Bobby Locke (2/4)                    | Chandler Harper                |
| 1951 | Ben Hogan (5/9)                     | Ben Hogan (6/9)                | Max Faulkner                         | Sam Snead (5/7)                |
| 1952 | Sam Snead (6/7)                     | Julius Boros (1/3)             | Bobby Locke (3/4)                    | Jim Turnesa                    |
| 1953 | Ben Hogan (7/9)                     | Ben Hogan (8/9)                | Ben Hogan (9/9)                      | Walter Burkemo                 |
| 1954 | Sam Snead (7/7)                     | Ed Furgol                      | Peter Thomson (1/5)                  | Chick Harbert                  |
| 1955 | Cary Middlecoff (2/3)               | Jack Fleck                     | Peter Thomson (2/5)                  | Doug Ford (1/2)                |
| 1956 | Jack Burke Jr. (1/2)                | Cary Middlecoff (3/3)          | Peter Thomson (3/5)                  | Jack Burke Jr. (2/2)           |
| 1957 | Doug Ford (2/2)                     | Dick Mayer                     | Bobby Locke (4/4)                    | Lionel Hebert                  |
| 1958 | Arnold Palmer (1/7)                 | Tommy Bolt                     | Peter Thomson (4/5)                  | Dow Finsterwald                |
| 1959 | Art Wall jr.                        | Billy Casper (1/3)             | Gary Player (1/9)                    | Bob Rosburg                    |
| 1960 | Arnold Palmer (2/7)                 | Arnold Palmer (3/7)            | Kel Nagle                            | Jay Hebert                     |
| 1961 | Gary Player (2/9)                   | Gene Littler                   | Arnold Palmer (4/7)                  | Jerry Barber                   |
| 1962 | Arnold Palmer (5/7)                 | Jack Nicklaus (1/18)           | Arnold Palmer (6/7)                  | Gary Player (3/9)              |
| 1963 | Jack Nicklaus (2/18)                | Julius Boros (2/3)             | Bob Charles                          | Jack Nicklaus (3/18)           |
| 1964 | Arnold Palmer (7/7)                 | Ken Venturi                    | Tony Lema                            | Bobby Nichols                  |
| 1965 | Jack Nicklaus (4/18)                | Gary Player (4/9)              | Peter Thomson (5/5)                  | Dave Marr                      |
| 1966 | Jack Nicklaus (5/18)                | Billy Casper (2/3)             | Jack Nicklaus (6/18)                 | Al Geiberger                   |
| 1967 | Gay Brewer                          | Jack Nicklaus (7/18)           | Roberto DeVicenzo                    | Don January                    |
| 1968 | Bob Goalby                          | Lee Trevino (1/6)              | Gary Player (5/9)                    | Julius Boros (3/3)             |
| 1969 | George Archer                       | Orville Moody                  | Tony Jacklin (1/2)                   | Raymond Floyd (1/4)            |
| 1970 | Billy Casper (3/3)                  | Tony Jacklin (2/2)             | Jack Nicklaus (8/18)                 | Dave Stockton (1/2)            |
| 1971 | Charles Coody                       | Lee Trevino (2/6)              | Lee Trevino (3/6)                    | Jack Nicklaus (9/18)           |
| 1972 | Jack Nicklaus (10/18)               | Jack Nicklaus (11/18)          | Lee Trevino (4/6)                    | Gary Player (6/9)              |
| 1973 | Tommy Aaron                         | Johnny Miller (1/2)            | Tom Weiskopf                         | Jack Nicklaus (12/18)          |
| 1974 | Gary Player (7/9)                   | Hale Irwin (1/3)               | Gary Player (8/9)                    | Lee Trevino (5/6)              |
| 1975 | Jack Nicklaus (13/18)               | Lou Graham                     | Tom Watson (1/8)                     | Jack Nicklaus (14/18)          |
| 1976 | Raymond Floyd (2/4)                 | Jerry Pate                     | Johnny Miller (2/2)                  | Dave Stockton (2/2)            |
| 1977 | Tom Watson (2/8)                    | Hubert Green (1/2)             | Tom Watson (3/8)                     | Lanny Wadkins                  |
| 1978 | Gary Player (9/9)                   | Andy North (1/2)               | Jack Nicklaus (15/18)                | John Mahaffey                  |
| 1979 | Fuzzy Zoeller (1/2)                 | Hale Irwin (2/3)               | Severiano Ballesteros (1/5)          | David Graham (1/2)             |
| 1980 | Severiano Ballesteros (2/5)         | Jack Nicklaus (16/18)          | Tom Watson (4/8)                     | Jack Nicklaus (17/18)          |
| 1981 | Tom Watson (5/8)                    | David Graham (2/2)             | Bill Rogers                          | Larry Nelson (1/3)             |
| 1982 | Craig Stadler                       | Tom Watson (6/8)               | Tom Watson (7/8)                     | Raymond Floyd (3/4)            |
| 1983 | Severiano Ballesteros (3/5)         | Larry Nelson (2/3)             | Tom Watson (8/8)                     | Hal Sutton                     |
| 1984 | Ben Crenshaw (1/2)                  | Fuzzy Zoeller (2/2)            | Severiano Ballesteros (4/5)          | Lee Trevino (6/6)              |
| 1985 | Bernhard Langer (1/2)               | Andy North (2/2)               | Sandy Lyle (1/2)                     | Hubert Green (2/2)             |
| 1986 | Jack Nicklaus (18/18)               | Raymond Floyd (4/4)            | Greg Norman (1/2)                    | Bob Tway                       |
| 1987 | Larry Mize                          | Scott Simpson                  | Nick Faldo (1/6)                     | Larry Nelson (3/3)             |
| 1988 | Sandy Lyle (2/2)                    | Curtis Strange (1/2)           | Severiano Ballesteros (5/5)          | Jeff Sluman                    |
| 1989 | Nick Faldo (2/6)                    | Curtis Strange (2/2)           | Mark Calcavecchia                    | Payne Stewart (1/3)            |
| 1990 | Nick Faldo (3/6)                    | Hale Irwin (3/3)               | Nick Faldo (4/6)                     | Wayne Grady                    |
| 1991 | Ian Woosnam                         | Payne Stewart (2/3)            | Ian Baker-Finch                      | John Daly (1/2)                |
| 1992 | Fred Couples                        | Tom Kite                       | Nick Faldo (5/6)                     | Nick Price (1/3)               |
| 1993 | Bernhard Langer (2/2)               | Lee Janzen (1/2)               | Greg Norman (2/2)                    | Paul Azinger                   |
| 1994 | José María Olazábal (1/2)           | Ernie Els (1/4)                | Nick Price (2/3)                     | Nick Price (3/3)               |
| 1995 | Ben Crenshaw (2/2)                  | Corey Pavin                    | John Daly (2/2)                      | Steve Elkington                |
| 1996 | Nick Faldo (6/6)                    | Steve Jones                    | Tom Lehman                           | Mark Brooks                    |
| 1997 | Tiger Woods (1/15)                  | Ernie Els (2/4)                | Justin Leonard                       | Davis Love III                 |
| 1998 | Mark O’Meara (1/2)                  | Lee Janzen (2/2)               | Mark O’Meara (2/2)                   | Vijay Singh (1/3)              |
| 1999 | José María Olazábal (2/2)           | Payne Stewart (3/3)            | Paul Lawrie                          | Tiger Woods (2/15)             |
| 2000 | Vijay Singh (2/3)                   | Tiger Woods (3/15)             | Tiger Woods (4/15)                   | Tiger Woods (5/15)             |
| 2001 | Tiger Woods (6/15)                  | Retief Goosen (1/2)            | David Duval                          | David Toms                     |
| 2002 | Tiger Woods (7/15)                  | Tiger Woods (8/15)             | Ernie Els (3/4)                      | Rich Beem                      |
| 2003 | Mike Weir                           | Jim Furyk                      | Ben Curtis                           | Shaun Micheel                  |
| 2004 | Phil Mickelson (1/6)                | Retief Goosen (2/2)            | Todd Hamilton                        | Vijay Singh (3/3)              |
| 2005 | Tiger Woods (9/15)                  | Michael Campbell               | Tiger Woods (10/15)                  | Phil Mickelson (2/6)           |
| 2006 | Phil Mickelson (3/6)                | Geoff Ogilvy                   | Tiger Woods (11/15)                  | Tiger Woods (12/15)            |
| 2007 | Zach Johnson (1/2)                  | Ángel Cabrera (1/2)            | Pádraig Harrington (1/3)             | Tiger Woods (13/15)            |
| 2008 | Trevor Immelman                     | Tiger Woods (14/15)            | Pádraig Harrington (2/3)             | Pádraig Harrington (3/3)       |
| 2009 | Ángel Cabrera (2/2)                 | Lucas Glover                   | Stewart Cink                         | Yang Yong-eun                  |
| 2010 | Phil Mickelson (4/6)                | Graeme McDowell                | Louis Oosthuizen                     | Martin Kaymer (1/2)            |
| 2011 | Charl Schwartzel                    | Rory McIlroy (1/5)             | Darren Clarke                        | Keegan Bradley                 |
| 2012 | Bubba Watson (1/2)                  | Webb Simpson                   | Ernie Els (4/4)                      | Rory McIlroy (2/5)             |
| 2013 | Adam Scott                          | Justin Rose                    | Phil Mickelson (5/6)                 | Jason Dufner                   |
| 2014 | Bubba Watson (2/2)                  | Martin Kaymer (2/2)            | Rory McIlroy (3/5)                   | Rory McIlroy (4/5)             |
| 2015 | Jordan Spieth (1/3)                 | Jordan Spieth (2/3)            | Zach Johnson (2/2)                   | Jason Day                      |
| 2016 | Danny Willett                       | Dustin Johnson (1/2)           | Henrik Stenson                       | Jimmy Walker                   |
| 2017 | Sergio García                       | Brooks Koepka (1/5)            | Jordan Spieth (3/3)                  | Justin Thomas (1/2)            |
| 2018 | Patrick Reed                        | Brooks Koepka (2/5)            | Francesco Molinari                   | Brooks Koepka (3/5)            |
| 2019 | Tiger Woods (15/15)                 | Gary Woodland                  | Shane Lowry                          | Brooks Koepka (4/5)            |
| 2020 | Dustin Johnson (2/2)                | Bryson DeChambeau (1/2)        | Ausgefallen, COVID-19-Pandemie       | Collin Morikawa (1/2)          |
| 2021 | Hideki Matsuyama                    | Jon Rahm (1/2)                 | Collin Morikawa (2/2)                | Phil Mickelson (6/6)           |
| 2022 | Scottie Scheffler (1/4)             | Matthew Fitzpatrick            | Cameron Smith                        | Justin Thomas (2/2)            |
| 2023 | Jon Rahm (2/2)                      | Wyndham Clark                  | Brian Harman                         | Brooks Koepka (5/5)            |
| 2024 | Scottie Scheffler (2/4)             | Bryson DeChambeau (2/2)        | Xander Schauffele (2/2)              | Xander Schauffele (1/2)        |
| 2025 | Rory McIlroy (5/5)                  | J. J. Spaun                    | Scottie Scheffler (4/4)              | Scottie Scheffler (3/4)        |

## Siegerliste

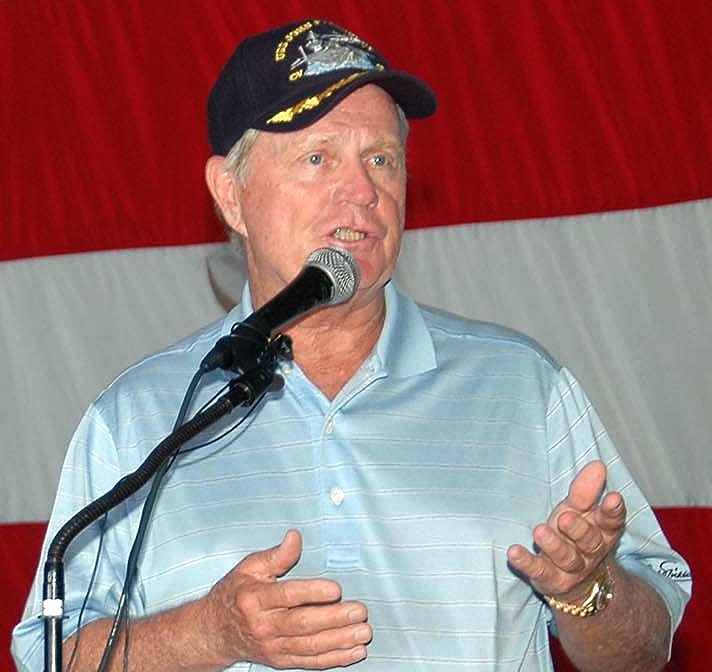
Jack Nicklaus – erfolgreichster Golfer seit 1860

- Platz: Gibt die Reihenfolge der Athleten wieder. Diese wird durch die Anzahl der Siege bestimmt.
- Name: Nennt den Namen des Athleten.
- Land: Nennt das Land, für das der Athlet startete.
- Von: Das Jahr, in dem der Athlet zum ersten Mal gewonnen hat.
- Bis: Das Jahr, in dem der Athlet zum letzten Mal gewonnen hat.
- Gesamt: Nennt die Anzahl der gewonnenen Major-Turniere.
- Masters: Nennt die Anzahl der Siege bei den The Masters Tournament seit 1934.
- US Open: Nennt die Anzahl der Siege bei den US Open seit 1895.
- The Open: Nennt die Anzahl der Siege bei den The Open Championship seit 1860.
- PGA: Nennt die Anzahl der Siege bei den PGA Championship seit 1916.

Anmerkung: Noch aktive Athleten sind in Fettschrift hervorgehoben.
| Platz | Name                   | Land               | Von  | Bis  | Gesamt | Masters | US Open | The Open | PGA |
| ----- | ---------------------- | ------------------ | ---- | ---- | ------ | ------- | ------- | -------- | --- |
| 1.    | Jack Nicklaus          | Vereinigte Staaten | 1962 | 1986 | 18     | 6       | 4       | 3        | 5   |
| 2.    | Tiger Woods            | Vereinigte Staaten | 1997 | 2019 | 15     | 5       | 3       | 3        | 4   |
| 3.    | Walter Hagen           | Vereinigte Staaten | 1914 | 1929 | 11     | 0       | 2       | 4        | 5   |
| 4.    | Ben Hogan              | Vereinigte Staaten | 1946 | 1953 | 9      | 2       | 4       | 1        | 2   |
| 4.    | Gary Player            | Südafrika          | 1959 | 1978 | 9      | 3       | 1       | 3        | 2   |
| 6.    | Tom Watson             | Vereinigte Staaten | 1975 | 1983 | 8      | 2       | 1       | 5        | 0   |
| 7.    | Bobby Jones            | Vereinigte Staaten | 1923 | 1930 | 7      | 0       | 4       | 3        | 0   |
| 7.    | Arnold Palmer          | Vereinigte Staaten | 1958 | 1964 | 7      | 4       | 1       | 2        | 0   |
| 7.    | Gene Sarazen           | Vereinigte Staaten | 1922 | 1935 | 7      | 1       | 2       | 1        | 3   |
| 7.    | Sam Snead              | Vereinigte Staaten | 1942 | 1954 | 7      | 3       | 0       | 1        | 3   |
| 7.    | Harry Vardon           | England            | 1896 | 1914 | 7      | 0       | 1       | 6        | 0   |
| 12.   | Nick Faldo             | England            | 1987 | 1996 | 6      | 3       | 0       | 3        | 0   |
| 12.   | Phil Mickelson         | Vereinigte Staaten | 2004 | 2021 | 6      | 3       | 0       | 1        | 2   |
| 12.   | Lee Trevino            | Vereinigte Staaten | 1968 | 1984 | 6      | 0       | 2       | 2        | 2   |
| 15.   | Severiano Ballesteros  | Spanien            | 1979 | 1988 | 5      | 2       | 0       | 3        | 0   |
| 15.   | James Braid            | Schottland         | 1901 | 1910 | 5      | 0       | 0       | 5        | 0   |
| 15.   | Byron Nelson           | Vereinigte Staaten | 1937 | 1945 | 5      | 2       | 1       | 0        | 2   |
| 15.   | John Henry Taylor      | England            | 1894 | 1913 | 5      | 0       | 0       | 5        | 0   |
| 15.   | Peter Thomson          | Australien         | 1954 | 1965 | 5      | 0       | 0       | 5        | 0   |
| 15.   | Brooks Koepka          | Vereinigte Staaten | 2017 | 2023 | 5      | 0       | 2       | 0        | 3   |
| 15.   | Rory McIlroy           | Nordirland         | 2011 | 2025 | 5      | 1       | 1       | 1        | 2   |
| 22.   | Willie Anderson        | Schottland         | 1901 | 1905 | 4      | 0       | 4       | 0        | 0   |
| 22.   | Jim Barnes             | England            | 1916 | 1925 | 4      | 0       | 1       | 1        | 2   |
| 22.   | Ernie Els              | Südafrika          | 1994 | 2012 | 4      | 0       | 2       | 2        | 0   |
| 22.   | Raymond Floyd          | Vereinigte Staaten | 1969 | 1986 | 4      | 1       | 1       | 0        | 2   |
| 22.   | Bobby Locke            | Südafrika          | 1949 | 1957 | 4      | 0       | 0       | 4        | 0   |
| 22.   | Old Tom Morris         | Schottland         | 1861 | 1867 | 4      | 0       | 0       | 4        | 0   |
| 22.   | Young Tom Morris       | Schottland         | 1868 | 1872 | 4      | 0       | 0       | 4        | 0   |
| 22.   | Willie Park Sr.        | Schottland         | 1860 | 1875 | 4      | 0       | 0       | 4        | 0   |
| 22.   | Scottie Scheffler      | Vereinigte Staaten | 2022 | 2025 | 4      | 2       | 0       | 1        | 1   |
| 31.   | Jamie Anderson         | Schottland         | 1877 | 1879 | 3      | 0       | 0       | 3        | 0   |
| 31.   | Tommy Armour           | Vereinigte Staaten | 1927 | 1931 | 3      | 0       | 1       | 1        | 1   |
| 31.   | Julius Boros           | Vereinigte Staaten | 1952 | 1968 | 3      | 0       | 2       | 0        | 1   |
| 31.   | Billy Casper           | Vereinigte Staaten | 1959 | 1970 | 3      | 1       | 2       | 0        | 0   |
| 31.   | Henry Cotton           | England            | 1934 | 1948 | 3      | 0       | 0       | 3        | 0   |
| 31.   | Jimmy Demaret          | Vereinigte Staaten | 1940 | 1950 | 3      | 3       | 0       | 0        | 0   |
| 31.   | Bob Ferguson           | Schottland         | 1880 | 1882 | 3      | 0       | 0       | 3        | 0   |
| 31.   | Ralph Guldahl          | Vereinigte Staaten | 1937 | 1939 | 3      | 1       | 2       | 0        | 0   |
| 31.   | Pádraig Harrington     | Irland             | 2007 | 2008 | 3      | 0       | 0       | 2        | 1   |
| 31.   | Cary Middlecoff        | Vereinigte Staaten | 1949 | 1956 | 3      | 1       | 2       | 0        | 0   |
| 31.   | Larry Nelson           | Vereinigte Staaten | 1981 | 1987 | 3      | 0       | 1       | 0        | 2   |
| 31.   | Nick Price             | Simbabwe           | 1992 | 1994 | 3      | 0       | 0       | 2        | 1   |
| 31.   | Densmore „Denny“ Shute | Vereinigte Staaten | 1933 | 1937 | 3      | 0       | 0       | 1        | 2   |
| 31.   | Vijay Singh            | Fidschi            | 1998 | 2004 | 3      | 1       | 0       | 0        | 2   |
| 31.   | Jordan Spieth          | Vereinigte Staaten | 2015 | 2017 | 3      | 1       | 1       | 1        | 0   |
| 31.   | Payne Stewart          | Vereinigte Staaten | 1989 | 1999 | 3      | 0       | 2       | 0        | 1   |

Stand: 20. Juli 2025

## Nationenwertung
| Platz | Land               | Gesamt | Masters | US Open | The Open | PGA |
| ----- | ------------------ | ------ | ------- | ------- | -------- | --- |
| 1.    | Vereinigte Staaten | 291    | 65      | 89      | 48       | 89  |
| 2.    | Schottland         | 56     | 1       | 13      | 42       | 0   |
| 3.    | England            | 44     | 4       | 10      | 28       | 2   |
| 4.    | Südafrika          | 22     | 5       | 5       | 10       | 2   |
| 5.    | Australien         | 18     | 1       | 2       | 10       | 5   |
| 6.    | Spanien            | 10     | 6       | 1       | 3        | 0   |
| 7.    | Nordirland         | 8      | 1       | 2       | 3        | 2   |
| 8.    | Deutschland        | 4      | 2       | 1       | 0        | 1   |
| 8.    | Irland             | 4      | 0       | 0       | 3        | 1   |
| 10.   | Argentinien        | 3      | 1       | 1       | 1        | 0   |
| 10.   | Fidschi            | 3      | 1       | 0       | 0        | 2   |
| 10.   | Simbabwe           | 3      | 0       | 0       | 1        | 2   |
| 13.   | Neuseeland         | 2      | 0       | 1       | 1        | 0   |
| 14.   | Kanada             | 1      | 1       | 0       | 0        | 0   |
| 14.   | Frankreich         | 1      | 0       | 0       | 1        | 0   |
| 14.   | Wales              | 1      | 1       | 0       | 0        | 0   |
| 14.   | Südkorea           | 1      | 0       | 0       | 0        | 1   |
| 14.   | Schweden           | 1      | 0       | 0       | 1        | 0   |
| 14.   | Italien            | 1      | 0       | 0       | 1        | 0   |
| 14.   | Japan              | 1      | 1       | 0       | 0        | 0   |

Stand: 20. Juli 2025